# Mistrzostwa świata do lat 18 w hokeju na lodzie mężczyzn 2010
12. Mistrzostwa świata do lat 18 w hokeju na lodzie mężczyzn 2010 rozegrane zostały w dniach 13 – 23 kwietnia 2010 w stolicy Białorusi – Mińsku oraz w Bobrujsku. Mecze rozgrywane były głównie w dwóch halach: Pałac Sportu oraz Babrujsk Arena. Sam zaś finał rozegrany został w Mińsk Arenie. Były to drugie w historii mistrzostwa w stolicy, zaś pierwsze w Bobrujsku. Poprzednio Mińsk był organizatorem mistrzostw w 2004 roku.
Obrońcą tytułu mistrzowskiego była reprezentacja Stanów Zjednoczonych, która w 2009 roku w Fargo pokonała reprezentację Rosji 5:0.

## Elita
| Lp. | Drużyna           |
| --- | ----------------- |
|     | Stany Zjednoczone |
|     | Szwecja           |
|     | Finlandia         |
| 4   | Rosja             |
| 5   | Szwajcaria        |
| 6   | Czechy            |
| 7   | Kanada            |
| 8   | Słowacja          |
| 9   | Łotwa             |
| 10  | Białoruś          |

W tej części mistrzostw uczestniczyło 10 najlepszych drużyn na świecie. System rozgrywania meczów był inny niż w niższych dywizjach. Najpierw drużyny grały w dwóch grupach, każda po 5 drużyn. Z niej najlepsza bezpośrednio awansowała do półfinałów, a z miejsc drugich i trzecich, walczyły na krzyż między sobą o awans do finałowej czwórki. Najgorsze dwie drużyny każdej z grup walczyły w meczach między sobą o utrzymanie w elicie. Dwie najgorsze drużyny spadły do I dywizji.
Mistrzostwa odbyły się w dwóch miastach: Mińsku, gdzie odbyło się finałowe spotkanie na mogącej pomieścić 15 tysięcy osób Mińsk Arenie oraz w Pałacu Sportu mogącym pomieścić 4 842 widzów. Współorganizatorem mistrzostw było miasto Bobrujsk. Mecze w tym mieście odbyły się w hali Babrujsk Arena mogącej pomieścić 7 151 widzów.
Meczem otwarcia w turnieju juniorów były spotkania pomiędzy drużynami Finlandii z Łotwą w Mińsku oraz Kanada - Szwajcaria w Bobrujsku. Oba mecze rozpoczęły się o godzinie 15 czasu miejscowego. Podczas mistrzostw strzelono 207 bramek. Najwięcej bo po osiem strzelonych goli zdobył Fin Teemu Pulkkinen, który zdobył 10 bramek w sześciu meczach. Zawodnik ten zwyciężył również w klasyfikacji kanadyjskiej zdobył 15 punktów (10 bramki i 5 asyst).

## Pierwsza dywizja
Grupa A
| Lp. | Drużyna          |
| --- | ---------------- |
| 1   | Norwegia         |
| 2   | Dania            |
| 3   | Japonia          |
| 4   | Francja          |
| 5   | Korea Południowa |
| 6   | Austria          |

Grupa B
| Lp. | Drużyna         |
| --- | --------------- |
| 1   | Niemcy          |
| 2   | Węgry           |
| 3   | Polska          |
| 4   | Kazachstan      |
| 5   | Wielka Brytania |
| 6   | Litwa           |

W mistrzostwach pierwszej dywizji uczestniczyło 12 zespołów, które zostały podzielone na dwie grupy po 6 zespołów. Rozegrały one mecze systemem każdy z każdym. Zwycięzcy turniejów awansowały do mistrzostw świata elity w 2011 roku, zaś najsłabsze drużyny spadły do drugiej dywizji.
Grupa A rozgrywała swoje mecze w duńskim mieście Herning. Turniej odbył się w dniach 12 – 18 kwietnia 2010 roku.
Grupa B rozgrywała swoje mecze w Krynicy-Zdroju w hali widowiskowo-sportowej. Turniej odbył się w dniach 11 – 17 kwietnia 2010 roku.
Z powodu katastrofy polskiego Tu-154 w Smoleńsku wszystkie mecze grupy B odbyły się bez publiczności. Początkowo mecze, które miały się odbyć 17 kwietnia miały odbyć się z udziałem publiczności, jednak ostatecznie zdecydowano o niewpuszczeniu widowni również podczas ostatniego dnia. Inne decyzje związane z rozgrywaniem grupy B to: flagi państwowe RP zostaną przepasane kirem, w dniu otwarcia mistrzostw każdy mecz został poprzedzony minutą ciszy oraz mecze odbyły się bez oprawy muzycznej.

Mecze Polaków:
| 11 kwietnia 2010 | Kazachstan | 0:2 | Polska | Hala widowiskowo-sportowa |

| Szczegóły      | Szczegóły | Szczegóły       | Szczegóły                                     | Szczegóły                      |
| -------------- | --------- | --------------- | --------------------------------------------- | ------------------------------ |
| Godzina: 20:00 |           | (0:2, 0:0, 0:0) | 07:37 (EQ) F. Starzyński 12:30 (EQ) D. Kapica | Sędzia główny: Mikael Sjoqvist |

| 12 kwietnia 2010 | Polska | 8:1 | Litwa | Hala widowiskowo-sportowa |

| Szczegóły      | Szczegóły | Szczegóły       | Szczegóły                | Szczegóły                 |
| -------------- | --- | --------------- | ------------------------ | ------------------------- |
| Godzina: 20:00 | M. Wypasek 01:58 (EQ) B. Ciura 08:58 (EQ) K. Wcisło 14:45 (EQ) A. Domagała 18:24 (EQ) D. Kapica 18:58 (EQ) K. Pawlik 19:15 (EQ) F. Starzyński 44:44 (EQ) M. Michalski 49:07 (EQ) | (6:1, 0:0, 2:0) | 00:20 (EQ) P. Rulevicius | Sędzia główny: Juraj Konc |

| 14 kwietnia 2010 | Polska | 3:5 | Węgry | Hala widowiskowo-sportowa |

| Szczegóły      | Szczegóły                                                      | Szczegóły       | Szczegóły                                                                                              | Szczegóły                   |
| -------------- | -------------------------------------------------------------- | --------------- | --- | --------------------------- |
| Godzina: 20:00 | D. Kapica 15:49 (EQ) K. Wcisło 31:02 (EQ) D. Kapica 37:23 (PP) | (1:1, 2:1, 0:3) | 05:37 (EQ) R. Hardi 31:52 (EQ) K. Hentes 46:40 (EQ) A. Nemeth 49:31 (EQ) A. Nemeth 57:25 (EQ) I. Gallo | Sędzia główny: Craig Hanson |

| 15 kwietnia 2010 | Polska | 8:5 | Wielka Brytania | Hala widowiskowo-sportowa |

| Szczegóły      | Szczegóły | Szczegóły       | Szczegóły                                                                                            | Szczegóły                    |
| -------------- | --- | --------------- | --- | ---------------------------- |
| Godzina: 20:00 | D. Kapica 25:03 (EQ) K. Kalinowski 28:45 (EQ) B. Pociecha 42:12 (PP) M. Michalski 43:55 (EQ) D. Kapica 44:28 (EQ) M. Michalski 47:40 (EQ) D. Kapica 52:12 (EQ) D. Kapica 53:20 (PS) | (0:1, 2:3, 6:1) | 18:28 (EQ) J. Lewis 20:55 (PP) A. Hirst 33:14 (PP) D. Scott 34:52 (PP) J. Ayling 46:22 (EQ) J. Lewis | Sędzia główny: Karol Popovic |

| 17 kwietnia 2010 | Niemcy | 10:0 | Polska | Hala widowiskowo-sportowa |

| Szczegóły      | Szczegóły | Szczegóły       | Szczegóły | Szczegóły                 |
| -------------- | --- | --------------- | --------- | ------------------------- |
| Godzina: 20:00 | M. Hofflin 08:05 (EQ) M. Noebels 12:08 (PP) T. Rieder 16:44 (EQ) M. Noebels 17:12 (EQ) M. Noebels 19:48 (PP) K. Abeltshauser 26:39 (PP) T. Merl 28:39 (EQ) C. Mapes 30:35 (EQ) N. Krammer 42:23 (EQ) M. Hofflin 53:33 (PP) | (5:0, 3:0, 2:0) |           | Sędzia główny: Juraj Konc |

## Druga dywizja
Grupa A
| Lp. | Drużyna   |
| --- | --------- |
| 1   | Włochy    |
| 2   | Rumunia   |
| 3   | Chorwacja |
| 4   | Serbia    |
| 5   | Estonia   |
| 6   | Islandia  |

Grupa B
| Lp. | Drużyna   |
| --- | --------- |
| 1   | Słowenia  |
| 2   | Ukraina   |
| 3   | Hiszpania |
| 4   | Holandia  |
| 5   | Belgia    |
| 6   | Australia |

W mistrzostwach drugiej dywizji uczestniczyło 12 zespołów, które zostały podzielone na dwie grupy po 6 zespołów. Rozegrały one mecze systemem każdy z każdym. Zwycięzcy turniejów awansowali do mistrzostw świata pierwszej dywizji w 2011 roku, zaś najsłabsze drużyny spadły do trzeciej dywizji.
Grupa A rozgrywała swoje mecze w estońskiej Narwie. Turniej odbył się w dniach 13 – 19 marca 2010 roku.
Grupa B rozgrywała swoje mecze w stolicy Ukrainy - Kijowie. Turniej odbył się w dniach 22 – 28 marca 2010 roku.

## Trzecia dywizja
Grupa A
| Lp. | Drużyna         |
| --- | --------------- |
| 1   | Chiny           |
| 2   | Turcja          |
| 3   | Chińskie Tajpej |
| 4   | Bułgaria        |
| 5   | Mongolia        |

Grupa B
| Lp. | Drużyna       |
| --- | ------------- |
| 1   | Nowa Zelandia |
| 2   | Meksyk        |
| 3   | RPA           |
| 4   | Izrael        |
| 5   | Irlandia      |

W mistrzostwach drugiej dywizji uczestniczyło 10 zespołów, które zostały podzielone na dwie grupy po 5 zespołów. Rozegrały one mecze systemem każdy z każdym. Zwycięzcy turniejów awansowali do mistrzostw świata drugiej dywizji w 2011 roku.
Grupa A rozgrywała swoje mecze w tureckim mieście Erzurum. Turniej odbył się w dniach 8 – 14 marca 2010 roku.
Grupa B rozgrywała swoje mecze w meksykańskim mieście Monterrey. Turniej odbył się w dniach 14 – 20 marca 2010 roku.